# Siqin Gaowa
Siqin Gaowa (Guangzhou, China, 19 de enero de 1950), nacida Duan Anlin, es una actriz suiza originaria de China. 
Nació en Guangzhou de padre han y madre mongol. Como su padre murió temprano, su madre la crio en Mongolia Interior. Ha estado casada con el músico Chen Liangsheng (陈亮 声) desde 1986 y actualmente tiene la ciudadanía suiza junto con su esposo.
Siqin Gaowa debutó en la película de 1981 Ansioso por volver, en la que interpreta a Yuzhen, una mujer que durante la guerra sino-japonesa salva a un soldado herido y se enamora de él. Recibió el Premio a la Creatividad Juvenil del Ministerio de Cultura por su actuación. Alcanzó la fama y obtuvo grandes elogios por su actuación en la película de 1982 El camello Xiangzi, una adaptación de la novela de Lao She del mismo título, en la que interpretó a "Tigresa", el interés amoroso del personaje de Zhang Fengyi "Xiangzi". Ese año ganó el premio Golden Rooster y el premio Hundred Flowers a la mejor actriz.
En 1995, fue miembro del jurado del 45.º Festival Internacional de Cine de Berlín.
Algunas de sus apariciones más notables en otras películas incluyen Dinastía Kangxi y Full Moon in New York. Ganó el premio a la Mejor Actriz en los 4.º Hong Kong Film Award por Homecoming, convirtiéndose en la primera actriz de China continental en ganar el honor. En 2008, ganó su segundo Mejor Actriz en los 27.ª edición de los Hong Kong Film Awards por su papel en The Postmodern Life of My Aunt.

## Primeros años
Siqin Gaowa nació como Duan Anlin en Guangzhou, provincia de Guangdong, China, el 20 de enero de 1950. Su madre era una mujer mongol, mientras que su padre era un oficial del ejército chino han originario de la provincia de Shaanxi, que estaba destinado en Guangzhou en el momento de su nacimiento. Su padre murió de una enfermedad cuando Siqin Gaowa tenía cuatro años, y su madre se mudó posteriormente a Mongolia Interior.
Creció en el condado de Ningcheng, Mongolia Interior. Tuvo una infancia difícil en Mongolia Interior, donde "la vida era dura y las comodidades materiales raras". Cuando era niña, Siqin Gaowa mostró talento para bailar. Cuando tenía trece años fue coreógrafa e intérprete de su versión de "Wine cup dance" (Zhongwan wu). A mediados de la década de 1960 fue seleccionada para unirse como bailarina al grupo de danza y canto de Huhhot.
Con la compañía Huhhot actuó en programas de música y danza de grupos minoritarios en Beijing. En algún momento antes de la Revolución Cultural, sin embargo, se lesionó el pie y tuvo que abandonar su carrera como bailarina. Luego decidió convertirse en actriz.
Su nombre artístico, Siqin Gaowa, significa "belleza y sabiduría" en mongol.

## Carrera
Uno de sus primeros papeles protagónicos fue en la película Ansioso por volver (1981), en Inglés Anxious to Retourn, o Eagerly Homebound (Guixin sijian).
Siqin Gaowa se hizo conocida inicialmente por su actuación en esta película. En la película, interpreta a la viuda Yu Zhen, una campesina honesta, que durante la guerra sino-japonesa salva y se enamora de un soldado herido que está "tratando de lidiar con sus emociones conflictivas"  Por su interpretación en esta película, Siqin Gaowa ganó el Premio a la Creatividad Juvenil del Ministerio de Cultura en 1979. Su interpretación de Yu Zhen fue seguida por papeles secundarios en las películas Xu Mao y sus hijas (1981) (chino: Xu Mao he tade nǚ'ermen) y Dragones y serpientes del gran lago (1982) (chino: Daze long she).
Logró fama y gran éxito con su interpretación de Hunui en El camello Xiangzi (1982), (chino: Luotuo xiangzi). La película está basada en la novela homónima de Lao She. Por su interpretación de Hanui en El camello Xiangzi], Siqin Gaowa recibió el premio Hundred Flowers a la mejor actriz y el premio Golden Rooster a la mejor actriz en 1983.
En 1984 fue aclamada por su interpretación de Azhen en el premiado Homecoming (1984), traducido literalmente como Tiempo y marea (chino: Sishui liunian). La película "cuenta la historia del viaje de una mujer, Shan Shan (Koo Mei-wah) desde Hong Kong a su ciudad natal en China para visitar a sus amigos de la infancia, Ah Chun (Siqin Gaowa) y Hao-chong (Tse Wai-hung)."
La película fue seleccionada como la entrada de Hong Kong a la Mejor Película en Lengua Extranjera en los Premios Óscar 1985. Por su actuación en Homecoming fue galardonada con el premio Hong Kong Film Award de 1985 a la mejor actriz.
En 1989, Siqin Gaowa protagonizó Full Moon in New York (1989), donde volvió a actuar junto a Koo. La película cuenta sobre tres mujeres chinas que emigraron a la ciudad de Nueva York desde Hong Kong, Taiwán y China continental, con Siquin Gaowa interpretando a Zhao Hong de China. En un momento de la mudanza, las mujeres se divierten y cada una canta canciones chinas que son populares en su cultura. Las tres mujeres inmigrantes se encuentran en Nueva York sin un hogar físico ni una patria, "cada una vive y representa dramas personales de pérdida y desplazamiento", pero finalmente se las describe como felices juntas en la última escena.
En 1993, Siqin Gaowa interpretó el papel principal en Woman Sesame Oil Maker (1993), que cuenta la historia de una mujer en un pequeño pueblo de Hebei que dirige un pequeño negocio de aceite de sésamo que se vuelve inesperadamente exitoso, pero que luego usa su dinero para comprar una novia campesina para su hijo mentalmente discapacitado. Se dijo que la mujer, Xiang, "interpretada inolvidablemente por Siqin Gaowa", encarna brillantemente "el dilema de las mujeres de hoy, en China y en otros lugares, divididas entre viejas tradiciones restrictivas y nuevas libertades engañosas."
La película ganó el Oso de Oro a la Mejor Película en el 43 ° Festival Internacional de Cine de Berlín en 1993, y Siquin Gaowa recibió el Premio Hugo de Plata 1993 a la Mejor Actriz en el Festival Internacional de Cine de Chicago.
En 2006, Siqin Gaowa actuó junto a Chow Yun-fat en The Postmodern Life of My Aunt, presentado en el Festival Internacional de Cine de Toronto. La película fue recibida positivamente, y recibió varios premios y nominaciones. Por su actuación en esta película, Gaowa ganó varios premios, incluido el Hong Kong Film Award a la Mejor Actriz, y fue nominada para el Festival de Premios Caballo de Oro de Cine de Taipéi a la Mejor Actriz Protagónica en la 43.ª edición del festival.

## Filmografía
- Anxious to Return (1981)
- Rickshaw Boy (1982)
- Homecoming (1984)
- Wreaths at the Foot of the Mountain (1985)
- Full Moon in New York (1990)
- Woman Sesame Oil Maker (1993)
- In the Heat of the Sun (1994)
- The Day the Sun Turned Cold (1994)
- Kangxi Dynasty (2001)
- Xiaozhuang Mishi (2003)
- Wu Zi Bei Ge (2006)
- The Postmodern Life of My Aunt (2006)
- Secret History of Empress Wu (2011)
- You Must Marry This Year (2011)
- Full Circle (2012)
- Happy Life of Yang Guang (2013)
- Switch (2013)
- Avalokitesvara (2013)
- Beijing Love Story (2014)
- One Day (2014)
- Lost in Wrestling (2015)
- An Accidental Shot of Love (2015)
- The Legend of Dragon Pearl (2017)
- The Lost Land (2018)
- Goodbye My Princess (2019)